# Richard Chassot
Pour les articles homonymes, voir Chassot.
Richard Chassot, né le 18 janvier 1970 à Villars-sur-Glâne, est une personnalité suisse du monde du cyclisme. Coureur cycliste professionnel sur route de 1994 à 1999, il est depuis organisateur de course, correspondant à la télévision et président de Swiss Cycling, la fédération suisse de cyclisme.

## Biographie
Richard Chassot est né le 18 janvier 1970 à Villars-sur-Glâne, dans le canton de Fribourg en Suisse. Il est professionnel de 1994 à 1999. Il dirige le Tour de Romandie depuis 2007. Il est aussi consultant pour la Radio télévision suisse.
En mars 2012, il est élu à la présidence de Swiss Cycling.

## Palmarès
- 1996
  - 2e du Tour du Schynberg
  - 3e de Martigny-Mauvoisin
- 1997
  - 1re étape du Tour de Hesse
  - 2e de Coire-Arosa
  - 3e du Trophée Joaquim Agostinho